# Eilís Dillon
Pour les articles homonymes, voir Dillon.
Eilís Dillon (7 mars 1920, Galway - 19 juillet 1994) est une femme de lettres irlandaise, poétesse et auteure de littérature d'enfance et de jeunesse.

## Biographie
Elle était la nièce de Joseph Plunkett, un des signataires de la Proclamation de la république irlandaise, qui fut exécuté après l'Insurrection de Pâques 1916.
Élevée par les Ursulines à Sligo, elle travaille brièvement dans l'hôtellerie et la restauration. Elle épouse en 1940 Cormac Ó Cuilleanáin, un universitaire qui a dix-sept ans de plus qu'elle. Ils ont trois enfants, dont le poète Eiléan Ní Chuilleanáin.
Elle commence par écrire des livres pour la jeunesse dans les années 1940, dont plusieurs sont traduits et publiés à l'étranger.
Dans les années 1960, elle s'installe à Rome. Après la mort de son mari, elle publie son roman historique Across the Bitter Sea (1973) et épouse Vivian Mercier, un critique littéraire.
Elle meurt en 1994, et est enterrée auprès de son second époux à Clara (Irlande). Un prix à son nom est remis tous les ans en Irlande.

## Œuvres
- Le Mystère du "San Sebastian" (The San Sebastian), Hachette Idéal-Bibliothèque, 1955.
- Les Garçons de l'île aux renards (A Family of foxes), Hachette Bibliothèque verte, 1967 ; réédition Bibliothèque rose, 1979.
- L'Île des chevaux (The Island of Horses), Bibliothèque internationale (Nathan), 1968 ; réédition Pocket, 1995.
- Le Secret de l'île maudite (The Coriander), Bibliothèque de l'amitié, 1973.

## Sources
- (en) Cet article est partiellement ou en totalité issu de l’article de Wikipédia en anglais intitulé « Eilís Dillon » (voir la liste des auteurs).
- Catalogue général de la Bibliothèque nationale de France